# Titos Vandis
Titos Vandis (Τίτος Βανδής; Salonicco, 7 novembre 1917 – Atene, 23 febbraio 2003) è stato un attore greco.

## Biografia
Titos Vandis recitò in oltre 100 film tra il 1953 e il 2000. Vivendo negli Stati Uniti d'America per circa 24 anni, partecipò a molti film americani. Nel 1963 venne provinato per il ruolo di Auric Goldfinger. Ottenne un discreto successo nel ruolo dello zio di Karras (Jason Miller) in L'esorcista (1973).
Ritornato in Grecia, morì ad Atene nel 2003 per cause naturali, all'età di 85 anni.

## Filmografia parziale

### Cinema
- Oi paranomoi, regia di Nikos Koundouros (1958)
- Astero, regia di Dinos Dimopoulos (1959)
- Mai di domenica (Pote tin Kyriaki), regia di Jules Dassin (1960)
- Egklima sta paraskinia, regia di Dinos Katsouridis (1960)
- Accadde in Atene (It Happened in Athens), regia di Andrew Marton (1962)
- Topkapi, regia di Jules Dassin (1964)
- Un assassino per un testimone (Stiletto), regia di Bernard L. Kowalski (1969)
- Tutto quello che avreste voluto sapere sul sesso* *ma non avete mai osato chiedere (Everything You Always Wanted to Know About Sex* *but Were Afraid to Ask), regia di Woody Allen (1972)
- L'esorcista (The Exorcist), regia di William Friedkin (1973)
- Agente Newman (Newman's Law), regia di Richard T. Heffron (1974)
- Uno strano campione di football (Gus) , regia di Vincent McEveety (1976)
- La zingara di Alex (Alex & the Gypsy), regia di John Korty (1976)
- L'altra faccia di mezzanotte (The Other Side of Midnight), regia di Charles Jarrott (1977)
- Bentornato Dio! (Oh, God!), regia di Carl Reiner (1977)
- Betsy (The Betsy), regia di Daniel Petrie (1978)
- Una coppia perfetta (A Perfect Couple), regia di Robert Altman (1979)
- L'ospedale più pazzo del mondo (Young Doctors in Love), regia di Garry Marshall (1982)
- Fletch - Cronista d'assalto (Fletch Lives), regia di Michael Ritchie (1989)

### Televisione
- Codice Gerico (Jericho) – serie TV, episodi 1x09-1x10 (1966)
- Charlie's Angels – serie TV, episodio 3x16 (1979)

## Doppiatori italiani
- Renato Turi in Topkapi
- Luigi Casellato in Tutto quello che avreste voluto sapere sul sesso* (*ma non avete mai osato chiedere)